# نابتون
نابتون على التل (بالإنجليزية: Napton-on-the-Hill، أو نابتون فقط) هي قرية تبعد 5 كم عن ساوثهام في وارويكشاير في المملكة المتحدة. بلغ عدد سكانها 976 نسمة حسب تعداد العام 2001

## أعلام
- إد بيشوب